# Unwanted (Pale Waves)
Unwanted è il terzo album in studio del gruppo musicale britannico Pale Waves, pubblicato nel 2022.

## Tracce
1. Lies – 2:50
2. Unwanted – 2:54
3. The Hard Way – 3:25
4. Jealousy – 3:12
5. Alone – 3:12
6. Clean – 2:51
7. Without You – 3:40
8. Only Problem – 3:02
9. You're So Vain – 2:41
10. Reasons to Live – 2:47
11. Numb – 2:46
12. Act My Age – 2:52
13. So Sick (Of Missing You) – 2:53

Tracce bonus (Antidote Edition)
1. Jealousy (Antidote Live Session) – 2:40
2. Reasons to Live (Antidote Live Session) – 2:36
3. So Sick (Of Missing You) (Antidote Live Session) – 3:10
4. Teenage Dirtbag (Antidote Live Session) – 3:42

## Formazione
- Heather Baron-Gracie – voce, chitarra
- Ciara Doran – batteria
- Zakk Cervini – chitarra, basso, batteria, programmazioni
- Andrew Goldstein – chitarra (2, 5, 7, 8, 13), tastiera (7, 8), archi (7)
- Drew Fulk – chitarra (6, 9)

## Classifiche
| Classifica (2022) | Posizione raggiunta |
| ----------------- | ------------------- |
| Regno Unito       | 4                   |